# Herbert Erhardt
Herbert Erhardt (ur. 6 lipca 1930 w Fürth, zm. 3 lipca 2010 tamże) – piłkarz niemiecki, obrońca.
Grał w klubach Bundesligi - SpVgg Greuther Fürth i Bayern Monachium. Z reprezentacją Niemiec, w której barwach rozegrał 50 meczów, zdobył mistrzostwo świata na Mundialu 1954. Wystąpił również na mistrzostwach świata w 1958 i 1962 roku.